# Maeslantbarriären

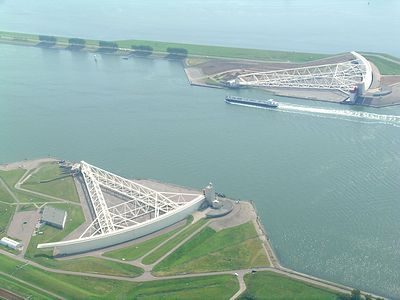
Portarna i viloläge.

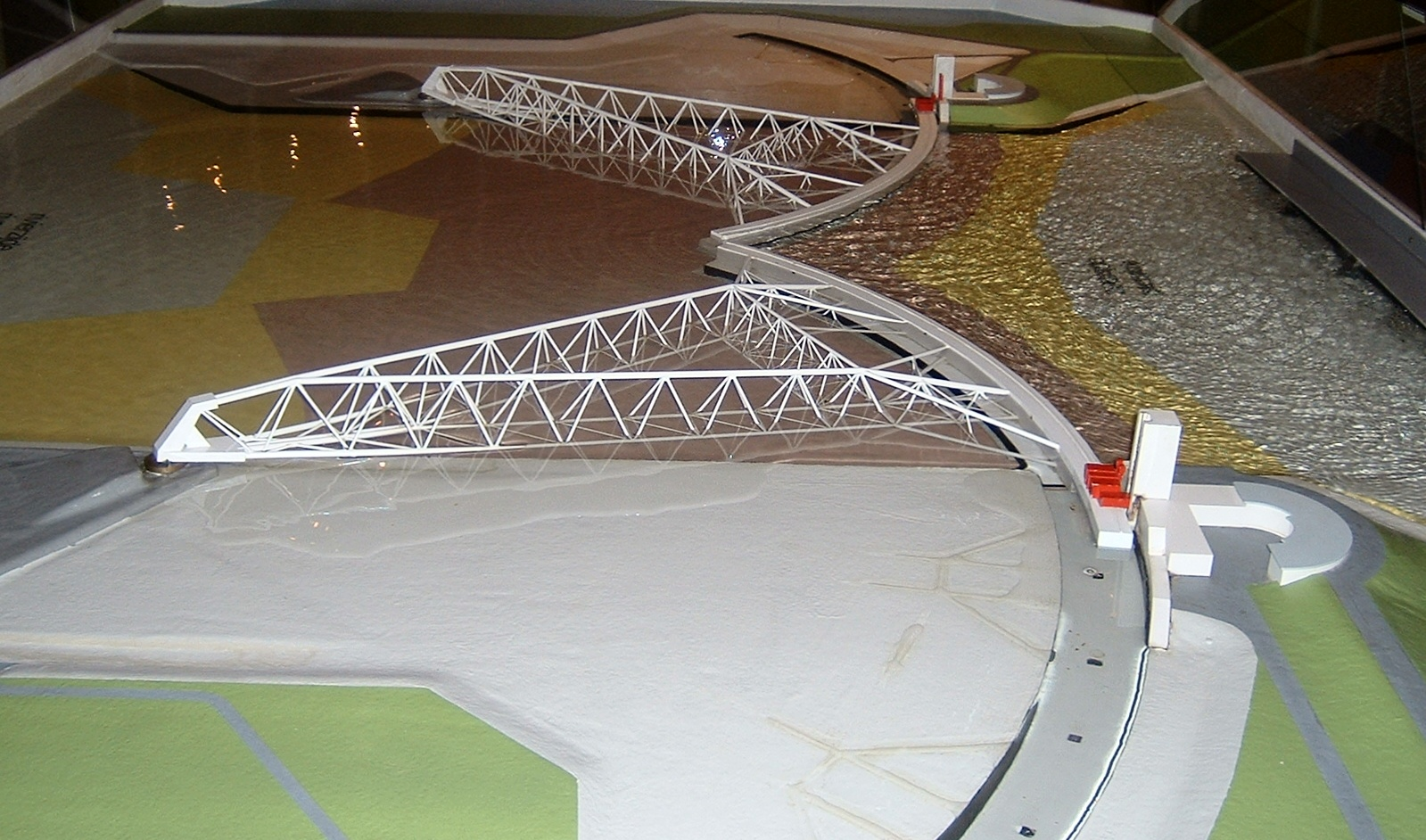
Modell över bygget.

Maeslantbarriären eller Maeslantkering på holländska, är en rörlig översvämningsbarriär i Hoek van Holland, Nederländerna, som ska skydda Rotterdam och dess omgivningar från översvämningar orsakade av storm- eller springfloder från Nordsjön. Barriären utgör en del av Deltaprojektet och är världens största rörliga konstruktion. Den tog sex år att bygga och invigdes den 10 maj 1997 av drottning Beatrix.

## Deltaprojektet
Nederländerna, som är ett utpräglat lågland, är mycket utsatt vid stormfloder som kan skapa svåra översvämningar över det flacka landet. Floddeltat vid Rhen, Maas och Schelde är särskilt utsatt. Efter de omfattande översvämningarna 1953, som ledde till att över 1800 personer omkom, inleddes ett projekt för att skydda kusten. I projektet ingår flera fördämningar och barriärer i de många flodgrenarna och havsvikarna i deltat. Calandkanalen (Calandkanaal), som ligger strax söder om Nieuwe Waterweg är skyddad av den mindre barriären Hartelkering. Denna barriär är uppbyggd cirka 5 kilometer längre in i landet. 
Deltaplanen genomfördes under en period på ungefär 40 år. Den första färdiga barriären var Stormvloedkering Hollandse IJssel, som var färdigbyggd 1958. Maeslantkering, som var den sista delen, blev färdig 1997.

## Planering

### Den ursprungliga planen
Byggandet av Maeslantkering var en del av projektet "Europoortkering", som i sin tur var den sista etappen av Deltaprojektet. Huvudsyftet med Europoortkering var att förbättra översvämningsskyddet av Rotterdams hamn, där Europoort är en viktig del, och de omgivande städerna och jordbruksmarken. Detta måste utföras dels genom att förstärka befintliga kanaler, så långt som 50 kilometer inåt land. Det skulle också innebära att historiska stadskärnor, ibland byggda för mer än fyra århundraden sedan, skulle behöva rivas och återuppbyggas jämte nya och större kanaler. 
Under 1980-talet blev det tydligt att detta projekt skulle ta minst 30 år att genomföra och till ansenliga kostnader. Den ursprungliga planen lades därför åt sidan och ministeriet för landets vattenvägar och offentliga arbeten Rijkswaterstaat anordnade en tävling där byggföretag skulle kunna bidrag med förslag till en stabil, men relativt billig skyddsbarriär.

### Stormflodsbarriären
Stormsflodsbarriären ligger i Nieuwe Waterweg. Detta spelade en viktig roll i planeringen av bygget, eftersom detta vattendrag är den viktigaste vägen till Rotterdams hamn, som vid den tidpunkten var världens största hamn. Därför kunde barriärer som holländska Oosterscheldekering eller Londons motsvarighet Thames Barrier inte byggas, då de skulle förhindra trafiken. 
Det vinnande planförslaget innebar två stora flytande grindar på vardera flodbanken av vattenvägen. En stor fördel med denna plan var att byggandet av stormflodsbarriären skulle kunna äga rum på land, i torrdockan. Andra fördelar var att inga vitala delar av barriären skulle placeras under vatten och att underhållet av barriären skulle förenklas på grund av torrdockorna. Den största fördelen var att det skulle innebära en minimal påverkan på den omfattande handelstrafikens passerande fartyg.
Konstruktionen av Maeslandkering tog sex år att slutföra från byggstarten 1991. Anläggningen består av två torrdockor inbyggda i varje strand där de tolv meter höga och 210 meter långa stålportarna är indragna när de inte behövs. Vid stigande vattennivåer, och det bedöms att vattennivån kan stiga tre meter över det normala, stängs portarna automatiskt. Barriären är konstruerad för att tåla en såpass kraftig storm som beräknas inträffa en gång per tiotusen år baserat på aktuellt klimat, men kan behöva justeras vid klimatförändringar.

### Byggandet av barriären
Byggandet av barriären startade 1991. Först byggdes torrdockorna på båda sidor och tröskeln i botten av vattenvägen, som skulle utgöra fundament i stängt läge. Nästa byggnadsetapp utgjordes av konstruktion av två stycken 22 meter höga och 210 meter långa stålportar. Efter detta svetsades 237 meter långa fackverksarmar i stål, som portarna fästes i. Armarnas primära uppgift är att överföra det stora vattentrycket, som portbladen ska hålla emot, till de kraftiga kullederna i fundamenten i armarnas andra ände. Under öppning eller stängning medger denna led att portarna kan följa med både vattennivån, vinden och vågorna. Delarna tillverkades i Tjeckien av Škoda Works. Den sfäriska leden är den största i världen av sitt slag, med en diameter av 10 meter och en vikt på 680 ton. Byggandet av barriären kostade 450 miljoner euro. Det totala Europoortkering-projektet har kostat 660 miljoner euro. 
En modell av barriären byggdes i skala 1:250 i miniatyrstaden Madurodam i Haag, vilket tog sex månader (den verkliga barriären tog sex år att bygga). En annan modell finns i Visitors Center bredvid Maeslantkering. Detta informationscentrum är öppet varje dag och kan besökas utan kostnad.

## Användning
Maeslantkering har i genomsnitt beräknats behöva vara stängd en gång vart tionde år på grund av stormflod. På grund av stigande havsnivåer kan dock antalet stängningar komma att fördubblas, vilket då innebär en stängning var femte år. Under barriärens första tio år var barriären aldrig stängd på grund av en stormflod. Första gången som portarna stängdes var i samband med stormfloden i Nordsjön november 2007 och barriären fungerade då på avsett vis. Portarna var då stängda i 17 timmar tillsammans med övriga fördämningar i Deltaprojektet. 

### Driften
Barriärens drift sköts automatiskt av ett datoriserat system, med input från aktuella väderleksförhållanden, väderprognoser och vattenstånd. Under normala väderförhållanden är de två barriärportarna väl skyddade i sina torrdockor, som ger en 360 meter bred öppning i vattenvägen. Denna öppning ger fartyg gott om utrymme för att passera säkert.
När en stormflod är, eller förutspås bli, mer än 3 meter över NAP påbörjas stängning. Fyra timmar innan den faktiska stängningen inleds varnas ledens inkommande och utgående fartyg och två timmar innan stängning ska trafiken på Nieuwe Waterweg stå stilla. Trettio minuter innan stängning ska portarnas torrdockor vara helt vattenfyllda. Vid denna tidpunkt är barriärportarna flytande och två så kallade locomobiles står redo att flytta portarna mot varandra. När avståndet mellan portarna är cirka 1,5 meter fylls de ihåliga portarna med vatten och de börjar att sjunka till sin ordinarie stängda position. Havsbottnen är här urgrävd, bearbetad och uppbyggd med stenlager, för att ge portarna ett stabilt fundament så att portarna kan bilda ett relativt vattentätt skydd mot havet.
I de fall då barriären måste stängas under en längre period, vilket skulle leda till att vattnet i Rhen kan stiga innanför barriären, töms portarna tillfälligt på vatten och börjar då flyta. Då tillåts överskottsvatten från floden att passera vidare till havet, varpå portarna kan sänkas igen. 
Barriären stängs regelmässigt årligen för funktionstest, vanligtvis i september eller oktober, strax före början av stormsäsongen i november. 
Beslutsprocessen och dess sekvenser är helt datorstyrd. Det styrande datorsystemet (BOS) instruerar kontrollsystemet (BES) att manövrera barriären. Programvaran för barriärens styrsystem är skriven i C++ och består av 200 000 rader kod för det operativa systemet och 250 000 rader kod för simuleringssystemet.

## Stormfloder

### 8 november 2007
För att testa barriären under verkliga stormförhållanden sänktes tillfälligt det undre tröskelvärdet, som initierar stängning, från 3,0 m över NAP till 2,6 meter, vid 2007 års stormsäsong. Den 8 november 2007 kom en storm från nordväst emot den holländska kusten, som innebar en tillräcklig höjning av vattennivån för att initiera en barriärstängning. Barriären stängdes därmed för första gången på grund av en storm, sedan dess konstruktion. Då även Oosterscheldekering och Hartelkerings stormflodsskydd stängdes, var hela den holländska kusten skyddad mot översvämning. Vid 22.00 lokal tid (CET), rapporterade de holländska nyheterna att sjötrafiken på Nieuwe Waterweg var avstängd. Stängningsförfarande för Maeslantkering startade 23.10 och barriären var helt stängd klockan 01.00. Den öppnades sedan cirka 18.00 den 9 november.